# Red Orb Entertainment
Red Orb Entertainment — подразделение издателя и разработчика компьютерных игр и программного обеспечения Brøderbund, созданная для выпуска компьютерных игр, отличающихся от их не малой библиотеки познавательных и обучающих продуктов, продаваемых школам. Название образовано из первых шести букв имени компании «Broderbund», которые прочитанные наоборот образуют «Red Orb.»
Подразделение прекратило своё существование вместе с Brøderbund в 1999 году.

## Игры
Red Orb Entertainment выпустила несколько компьютерных игр в конце 90-х, включая:
- John Saul’s Blackstone Chronicles
- The Journeyman Project 3: Legacy of Time
- The Journeyman Project Trilogy
- Myst: Masterpiece Edition
- Prince of Persia 3D
- Ring: The Legend of the Nibelungen
- Riven: The Sequel to Myst
- Soul Fighter
- Take No Prisoners
- WarBreeds
- Warlords III: Darklords Rising
- Warlords III: Reign of Heroes